# Cardinal (The Americans)
"Cardinal" é o segundo episódio da segunda temporada da série de televisão americana The Americans, e o 15º episódio geral da série. Foi exibido originalmente pela FX, nos Estados Unidos, em 5 de março de 2014.

## Enredo
Elizabeth fica perto de casa para vigiar a vizinhança e as crianças. Ela só se arrisca a deixá-los no cinema, para ajudar Lucia (Aimee Carrero), uma ex-agente do Sandinista, com overdose. Enquanto isso, Philip investiga Fred (John Carroll Lynch), após é preso por ele em sua casa. Philip deve convencê-lo de que todos estão do mesmo lado e em perigo. Fred revela informações sobre um projeto militar prestes a ser movido. Em outro lugar, Nina diz a Stan sobre um "walk-in" de Rezidentura que quer ajudá-los. Stan e o FBI descobrem que o homem é Bruce Dameran, funcionário do Banco Mundial.

## Produção
O episódio foi dirigido por Daniel Sackheim, escrito por Joel Fields e o criador da série Joe Weisberg.

## Recepção
O The A.V. Club, ao avaliar o episódio, deu ao mesmo uma nota B +.